# Kay Yow
Sandra Kay Yow (Gibsonville, 14 marzo 1942 – Cary, 24 gennaio 2009) è stata un'allenatrice di pallacanestro statunitense.
È membro del Naismith Memorial Basketball Hall of Fame dal 2002 e del Women's Basketball Hall of Fame dal 2000.

## Carriera
Ha guidato gli Stati Uniti ai Campionati mondiali del 1986 e ai Giochi olimpici di Seul 1988.